# Дом Суворова (Херсон)
Дом Суворова (Херсон) — здание губернского правления, в котором в 1792—1794 гг. жил генералиссимус А.Суворов, в то время руководивший строительством Херсонской крепости. В наши дни здесь размещаются магазины и офисы. Рядом с домом установлен барельеф херсонского скульптора И.Белокура «Солдаты Суворова в бою».

## История строительства и развитие
Точна дата постройки дома не известна, однако, есть информация о всех владельцах. Так, в 1786 году по приказу графа Потемкина здание было выкуплено у премьер-майора Гарина. На то время его знали как «дом майора Гарина». Михаил Гарин, исходя из единственного хранящегося в Херсоне войскового списка 1793 года, — премьер-майор Екатеринославского гренадёрского полка. Пребывал на службе с 1768 года, звание премьер-майора получил 28 июня 1792 года.
В 1787—1792 гг. стало домом для Александра Самойлова, родного племянника Потемкина. Именно при нём здание было достроено, о чём свидетельствует отчет главного руководителя строительных работ в Херсоне Николая Корсакова: «около саду поставлен и выкрашен решетчатый забор и некоторые покои расписаны; построено фахверковых служб для людей с кухнями две связи, сарай и конюшни на шестнадцать лошадей. Все сии строения выштукатурены внутри и снаружи».

## Проживание Суворова

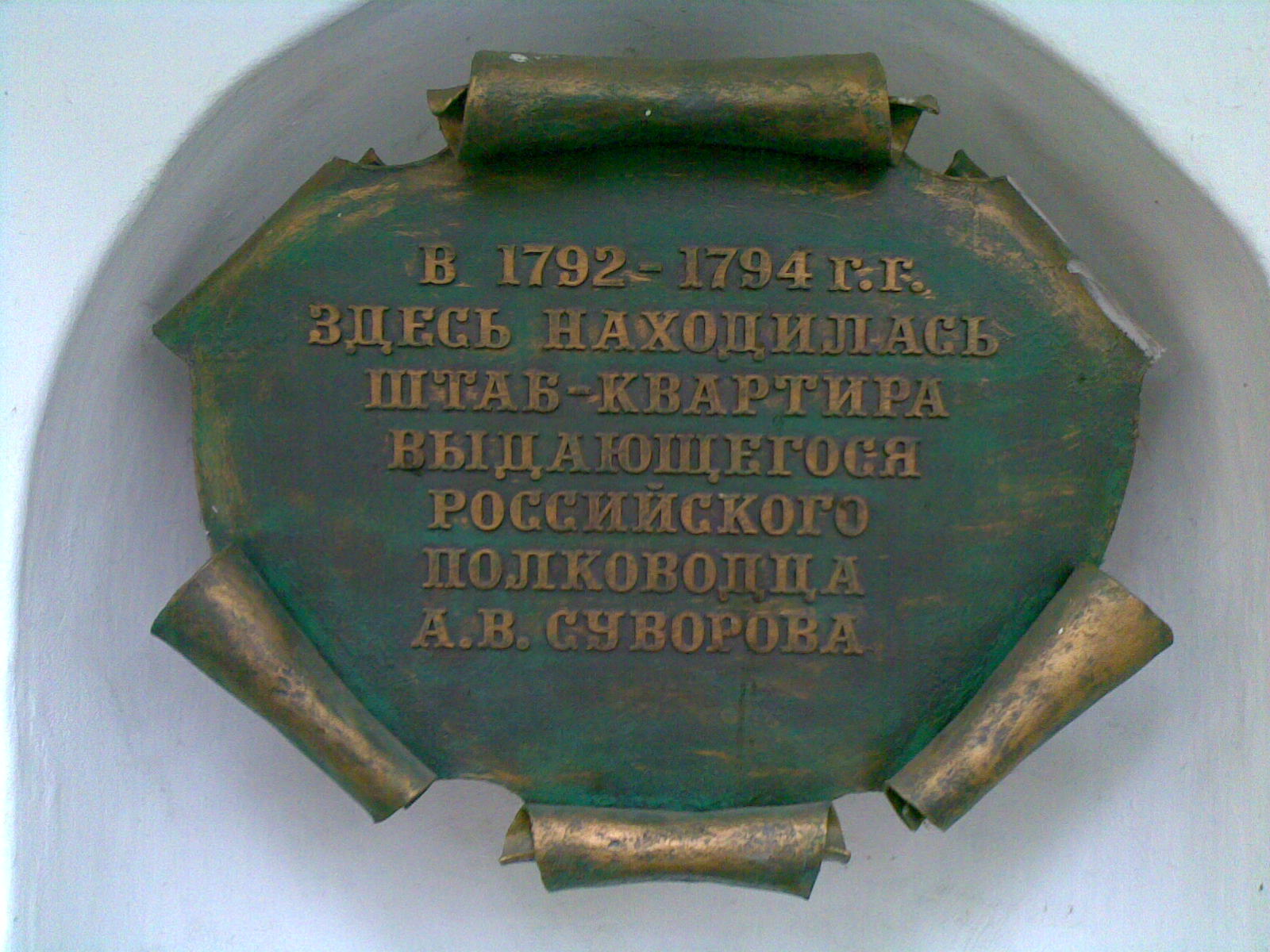

В январе 1793 года опустевшее здание занял А. Суворов, ставший командующим войсками в Екатеринославской губернии и Таврической области, и прожил в нём до мая 1794 — всего полтора года. После его уезда здание претерпело перепланировку: левый флигель был отдан уездным присутственным местам, а в правом разместилась типография.

## Здание Губернского правления
В 1803 году по приказу военного губернатора Ришельё в доме Суворова располагается Губернское правление. Разрешение на реконструкцию, которую предложил Василий Ярославский, герцог Ришельё не дал. Было лишь заменено тесовое покрытие железом.

## Реконструкция
Лишь в 1822 году была проведена реконструкции, которая включала в себя серьёзные внутренние переделки. В главном корпусе разместились квартиры губернатора и вице-губернатора, а место губернской типографии занял городской архив.
Губернское правление занимало здание до реформ органов местного самоуправления Советской властью. Дом стал центром управления всем Югом Украины. Здесь собирались отчеты Тирасполя и Елисаветграда (Кировоград), из Одессы и Кривого Рога.

## Предвоенное и послевоенное предназначение
Перед Второй Мировой войной здесь размещался городской совет добровольной общественной организации «Общество содействия обороне и авиационно-химическому строительству» (Осоавиахим), которая существовала в 1927—1948 годах. А после войны здание служило учебным корпусом государственного педагогического института имени Надежды Крупской.